# Daniel Burke
Daniel "Dan" Burke (født 2. maj 1974 i Sydney) er en australsk tidligere roer.
Burke roede i sin seniorkarriere i den australske otter, og her var han med til at vinde VM-bronze i 1997. Han var også med i båden ved  OL 2000 i Sydney efter en finale, hvor australierne havde bedste tid i de indledende heats. I finalen måtte de dog bøje sig for Storbritannien, der vandt guld næsten et sekund foran australierne på andenpladsen, mens Kroatien tog bronzemedaljerne. Resten af den australske båd bestod af Christian Ryan, Nick Porzig, Rob Jahrling, Mike McKay, Stuart Welch, Alastair Gordon, Jaime Fernandez og styrmand Brett Hayman.

## OL-medaljer
- 2000:  Sølv i otter